# Anchusa aucheri
Anchusa aucheri är en strävbladig växtart som beskrevs av Dc. Anchusa aucheri ingår i släktet oxtungor, och familjen strävbladiga växter. Inga underarter finns listade i Catalogue of Life.